# تشاه خاني (زيارت)
تشاه خاني (بالفارسية: چاه‌خانی) هي قرية تقع في إيران في Ziarat Rural District. يقدر عدد سكانها بـ 1,487 نسمة .